# Malmiana brunnea
Malmiana brunnea är en ringmaskart som först beskrevs av Karl Erik Johansson 1929. Malmiana brunnea ingår i släktet Malmiana och familjen fiskiglar. Arten har ej påträffats i Sverige. Inga underarter finns listade i Catalogue of Life.